# Leiochrides norvegicus
Leiochrides norvegicus är en ringmaskart som beskrevs av Fauchald 1972. Leiochrides norvegicus ingår i släktet Leiochrides och familjen Capitellidae. Arten har ej påträffats i Sverige. Inga underarter finns listade i Catalogue of Life.